# Campeonato Mundial de Triatlón de 1999
El XI Campeonato Mundial de Triatlón se celebró en Montreal (Canadá) el 12 de septiembre de 1999 bajo la organización de la Unión Internacional de Triatlón (ITU) y la Federación Canadiense de Triatlón.

## Resultados
| Evento    | Oro                      | Plata                      | Bronce                  |
| --------- | ------------------------ | -------------------------- | ----------------------- |
| Masculino | Dmitri Gaag · Kazajistán | Simon Lessing Reino Unido  | Miles Stewart Australia |
| Femenino  | Loretta Harrop Australia | Jackie Gallagher Australia | Emma Carney Australia   |

### Masculino
| Puesto            | Triatleta     | País        |       |       |       | Final   |
| ----------------- | ------------- | ----------- | ----- | ----- | ----- | ------- |
| Medalla de oro    | Dmitri Gaag   | Kazajistán  | 18:27 | 54:27 | 31:27 | 1:45:25 |
| Medalla de plata  | Simon Lessing | Reino Unido | 18:07 | 54:46 | 31:31 | 1:45:31 |
| Medalla de bronce | Miles Stewart | Australia   | 18:15 | 54:35 | 31:54 | 1:45:47 |

### Femenino
| Puesto            | Triatleta        | País      |       |       |       | Final   |
| ----------------- | ---------------- | --------- | ----- | ----- | ----- | ------- |
| Medalla de oro    | Loretta Harrop   | Australia | 18:37 | 59:00 | 36:43 | 1:55:28 |
| Medalla de plata  | Jackie Gallagher | Australia | 19:52 | 59:11 | 35:49 | 1:56:00 |
| Medalla de bronce | Emma Carney      | Australia | 20:00 | 59:04 | 36:08 | 1:56:19 |

## Medallero
| Núm. | País        | Oro | Plata | Bronce | Total |
| ---- | ----------- | --- | ----- | ------ | ----- |
| 1    | Australia   | 1   | 1     | 2      | 4     |
| 2    | Kazajistán  | 1   | 0     | 0      | 1     |
| 3    | Reino Unido | 0   | 1     | 0      | 1     |
|      | TOTAL       | 2   | 2     | 2      | 6     |